# Thomas R. P. Mielke
Thomas Rudolf Peter Mielke (Detmold, 1940. március 12. – Berlin, 2020. augusztus 31.) német sci-fi- és történelmiregény-író.

## Életpályája

### Munkássága
1960-ban jelent meg eső sci-fi regénye a Unternehmen Dämmerung , melyet Mike Parnell álnéven írt.

## Magyarul megjelent művei
- A császárnő; fordította: Dobi Ildikó; Képzőművészeti, Budapest, 2002

## Díjai
- 1984 Kurd-Laßwitz-díj